# Episodi di Golden Kamuy

Logo della serie

Questa è la lista degli episodi dell'anime Golden Kamuy, adattamento del manga Golden Kamui di Satoru Noda.
La serie è stata adattata in una serie televisiva anime prodotta da Geno Studio. L'anime è diretto da Hitoshi Nanba e sceneggiato da Noboru Takagi, con le musiche di Kenichirō Suehiro, la direzione artistica di Atsushi Morikawa e la direzione grafica di Yuuko Okumura e Yasutaka Hamada. Kenichi Ohnuki ha curato il character design, mentre Koji Watanabe le armi da fuoco, Shinya Anasuma gli oggetti di scena e Ryō Sumiyoshi gli animali. La sigla di apertura della serie, Winding Road, è cantata dai Man with a Mission, mentre quella di chiusura, Hibana è cantata dai The Sixth Lie. Come per il manga, Hiroshi Nakagawa, un linguista dell'Università di Chiba, lavora all'anime come supervisore della lingua Ainu.
L'anime è stato annunciato a luglio 2017 su Weekly Young Jump, ed è andato in onda per dodici episodi a partire dal 9 aprile al 25 giugno 2018 su Tokyo MX, ytv, STV e BS11. È stata inoltre realizzata Golden Dōga gekijō (ゴールデン道画劇場?, Gōruden Dōga gekijō), ovvero una serie di cortometraggi animati ONA di 25 secondi basati sugli extra presenti nei volumi del manga di Golden Kamui e sulla testata Weekly Young Jump, è diretta da Kenshirō Morii e prodotta da DMM.futureworks e W-Toon Studio. Il primo episodio della serie è stato caricato online il 16 aprile 2018.
Al termine della trasmissione della prima stagione, è stata annunciata una seconda stagione che è andata in onda dall'8 ottobre al 24 dicembre 2018. La sigla iniziale della seconda stagione, Reimei, è interpretata da Sayuri e dai My First Story, mentre la sigla finale, Tokeidai no kane è eseguita dalla band Eastern Youth.
Il 7 luglio 2019 è stata annunciata una terza stagione. Il 13 marzo 2020 è stato confermato che sarebbe andata in onda nell'ottobre 2020. La stagione è così andata in onda dal 5 ottobre al 21 dicembre 2020 per un totale di 12 episodi. La sigla di apertura, Grey, è cantata da Fomare, mentre la sigla di chiusura Yūsetsu, è eseguita nuovamente dai The Sixth Lie.
Il 5 dicembre 2021 è stata annunciata la quarta stagione animata. Lo studio Brain's Base sostituisce Geno Studio alla produzione. Shizutaka Sugahara è il regista principale e Takumi Yamakawa cura il character design. È stato inoltre confermato che Noboru Takagi sarebbe tornato ad occuparsi della sceneggiatura. La quarta stagione è stata trasmessa dal 3 ottobre 2022. La sigla d'apertura è Never Say Goodbye cantata dalle ALI feat. Mummy-D mentre quella di chiusura Subete ga soko ni arimasu you ni dei The Spellbound. Il 9 dicembre 2022 il sito web ufficiale dell'anime ha comunicato che la serie sarebbe stata ritrasmessa da capo a partire dal 3 aprile 2023 e ha concluso la sua messa in onda il 26 giugno dello stesso anno.
Il 26 giugno 2023, dopo la conclusione della quarta stagione, è stata annunciata la produzione di un'ultima stagione che adatta l'arco finale del manga. La trasmissione è prevista per gennaio 2026, con un film prologo in due parti, intitolato Golden Kamuy: Sapporo Beer Kōjō-hen (ゴールデンカムイ 札幌ビール工場編?, Gōruden Kamui Sapporo Bīru kōjō-hen), che verrà proiettato nelle sale cinematografiche giapponesi il 10 e il 31 ottobre 2025.
La serie, sottotitolata in italiano, è stata trasmessa in simulcast col Giappone dalla piattaforma internazionale di streaming Crunchyroll durante le stagioni primavera e autunno del 2018. Tutti i titoli italiani sono tratti dalla pagina ufficiale della serie di Crunchyroll.
La prima stagione della serie è stata pubblicata in tre volumi DVD e Blu-ray in Giappone, a partire da luglio 2018; originariamente l'uscita era stata programmata per giugno, ma sono stati posticipati di un mese per consentire miglioramenti visivi agli episodi rispetto alla versione trasmessa in TV. I volumi home video giapponesi includono i cortometraggi di Golden Dōga Gekijō caricati originariamente su YouTube, e qui inclusi come episodi esclusivi per l'home video. Un'original anime video (OAV) basato sull'arco narrativo "Barato" del manga è stato pubblicato su DVD insieme al 15° volume giapponese del manga il 19 settembre 2018. Un secondo OAV è stato venduto in allegato al 17° volume giapponese del manga il 19 marzo 2019. Un terzo OAV basato sull'arco narrativo "Mostro" del manga è stato distribuito con il 19° volume giapponese del manga il 19 settembre 2019. Un quarto OAV basato sull'arco "Record di animali di Shiton" del manga è stato allegato al 23° volume del manga il 18 settembre 2020.

## Lista episodi

### Prima stagione (2018)
| Nº serie | Nº | Titolo italiano Giapponese 「Kanji」 - Rōmaji                                                                | In onda        | In onda |
| Nº serie | Nº | Titolo italiano Giapponese 「Kanji」 - Rōmaji                                                                | Giapponese     |         |
| 1        | 1  | Wen Kamuy 「ウェンカムイ」 - Wenkamui                                                                        | 9 aprile 2018  |         |
| 2        | 2  | Nappera-bou 「のっぺら坊」 - Nopperabō                                                                       | 16 aprile 2018 |         |
| 3        | 3  | Kamuy Mosir 「カムイモシㇼ」 - Kamui Moshiri                                                                 | 23 aprile 2018 |         |
| 4        | 4  | Shinigami 「死神」 - Shinigami                                                                               | 30 aprile 2018 |         |
| 5        | 5  | Al galoppo 「駆ける」 - Kakeru                                                                               | 7 maggio 2018  |         |
| 6        | 6  | Lo spirito del cacciatore 「猟師の魂」 - Ryōshi no tamashī                                                   | 14 maggio 2018 |         |
| 7        | 7  | Complicazioni 「錯綜」 - Sakusō                                                                              | 21 maggio 2018 |         |
| 8        | 8  | L'occhio dell'assassino 「殺人鬼の目」 - Satsujinki no me                                                    | 28 maggio 2018 |         |
| 9        | 9  | Brillare 「煌めく」 - Kirameku                                                                               | 4 giugno 2018  |         |
| 10       | 10 | Compagno di viaggio 「道連れ」 - Michizure                                                                   | 11 giugno 2018 |         |
| 11       | 11 | Tutti insieme nell'hotel dell'assassino!! 「殺人ホテルだよ全員集合!!」 - Satsujin hoteruda yo zen'in shūgō!! | 18 giugno 2018 |         |
| 12       | 12 | La volpe imbrogliona 「誑かす狐」 - Taburakasu kitsune                                                       | 25 giugno 2018 |         |

### Seconda stagione (2018)
| Nº serie | Nº | Titolo italiano Giapponese 「Kanji」 - Rōmaji                                                                                                   | In onda          | In onda |
| Nº serie | Nº | Titolo italiano Giapponese 「Kanji」 - Rōmaji                                                                                                   | Giapponese       |         |
| 13       | 1  | Edogai-kun 「江渡貝くん」 - Edogai-kun | 8 ottobre 2018   |         |
| 14       | 2  | Falsi 「まがいもの」 - Magaimono | 15 ottobre 2018  |         |
| 15       | 3  | Parliamo un po' del passato 「昔の話をしよう」 - Mukashi no hanashi o shiyō                                                                     | 22 ottobre 2018  |         |
| 16       | 4  | Operazione sotto copertura nella settima divisione di Asahikawa!! 「旭川第七師団潜入大作戦!!」 - Asahikawa daishichi shidan sennyū daisakusen!! | 29 ottobre 2018  |         |
| 17       | 5  | Nel ventre della balena 「腹の中」 - Hara no uchi                                                                                               | 5 novembre 2018  |         |
| 18       | 6  | Ani, dove tutto ebbe inizio 「阿仁根っ子」 - Ani Nekko                                                                                          | 12 novembre 2018 |         |
| 19       | 7  | Kamuy Hopunire 「カムイホプニレ」 - Kamui Hopunire                                                                                              | 19 novembre 2018 |         |
| 20       | 8  | Occhi azzurri 「青い眼」 - Aoi me | 26 novembre 2018 |         |
| 21       | 9  | Il suono di un attacco a sorpresa 「奇襲の音」 - Kishū no ne                                                                                    | 3 dicembre 2018  |         |
| 22       | 10 | Nella notte di luna nuova 「新月の夜に」 - Shingetsu no yoru ni                                                                                 | 10 dicembre 2018 |         |
| 23       | 11 | Annientati 「蹂躪」 - Jūrin | 17 dicembre 2018 |         |
| 24       | 12 | Accordo 「呼応」 - Koō | 24 dicembre 2018 |         |

### Terza stagione (2020)
| Nº serie | Nº | Titolo italiano Giapponese 「Kanji」 - Rōmaji                                                            | In onda          | In onda |
| Nº serie | Nº | Titolo italiano Giapponese 「Kanji」 - Rōmaji                                                            | Giapponese       |         |
| 25       | 1  | Verso Karafuto 「樺太ヘ」 - Karafuto e                                                                   | 5 ottobre 2020   |         |
| 26       | 2  | Stenka 「スチェンカ」 - Suchenka                                                                         | 12 ottobre 2020  |         |
| 27       | 3  | Igogusa 「いご草」 - Igogusa                                                                             | 19 ottobre 2020  |         |
| 28       | 4  | L'harakiri show di Sugimoto l'immortale 「不死身の杉元ハラキリショー」 - Fujimi no Sugimoto harakiri shō | 26 ottobre 2020  |         |
| 29       | 5  | Confini nazionali 「国境」 - Kokkyō                                                                      | 2 novembre 2020  |         |
| 30       | 6  | Cattivo presagio 「悪兆」 - Akuchō                                                                       | 9 novembre 2020  |         |
| 31       | 7  | Meko Oyasi 「メコオヤシ」 - Meko Oyasi                                                                   | 16 novembre 2020 |         |
| 32       | 8  | Assassino 「人斬り」 - Hitokiri                                                                          | 23 novembre 2020 |         |
| 33       | 9  | Rivoluzionari 「革命家」 - Kakumeika                                                                     | 30 novembre 2020 |         |
| 34       | 10 | Raggiungere i lupi 「狼に追いつく」 - Ōkami ni oitsuku                                                   | 7 dicembre 2020  |         |
| 35       | 11 | Peccati e impurità 「罪穢れ」 - Tsumi kegare                                                             | 14 dicembre 2020 |         |
| 36       | 12 | Vivere 「生きる」 - Ikiru                                                                                | 21 dicembre 2020 |         |

### Quarta stagione (2022-2023)
| Nº serie | Nº | Titolo italiano Giapponese 「Kanji」 - Rōmaji         | In onda         | In onda |
| Nº serie | Nº | Titolo italiano Giapponese 「Kanji」 - Rōmaji         | Giapponese      |         |
| 37       | 1  | Ciao Russia 「あばよロシア」 - Aba yo Roshia          | 3 ottobre 2022  |         |
| 38       | 2  | Bozzolo 「繭」 - Mayu                                 | 10 ottobre 2022 |         |
| 39       | 3  | L'odore dello zolfo 「硫黄のにおい」 - Iō no nioi     | 17 ottobre 2022 |         |
| 40       | 4  | Bamboccio 「ボンボン」 - Bonbon                       | 24 ottobre 2022 |         |
| 41       | 5  | Il cinematografo 「シネマトグラフ」 - Shinematogurafu | 31 ottobre 2022 |         |
| 42       | 6  | Dolci bugie 「甘い嘘」 - Amai uso                     | 7 novembre 2022 |         |
| 43       | 7  | Fuga da Karafuto 「樺太脱出」 - Karafuto dasshutsu    | 15 maggio 2023  |         |
| 44       | 8  | L'uomo orso 「ヒグマ男」 - Higuma otoko               | 22 maggio 2023  |         |
| 45       | 9  | Complicità 「共犯」 - Kyōhan                          | 29 maggio 2023  |         |
| 46       | 10 | Una madre perfetta 「完璧な母」 - Kanpekina haha      | 5 giugno 2023   |         |
| 47       | 11 | Il battello a vapore 「蒸気船」 - Jōki-sen            | 12 giugno 2023  |         |
| 48       | 12 | Scarica 「発射」 - Hassha                             | 19 giugno 2023  |         |
| 49       | 13 | Il kamuy scomparso 「消えたカムイ」 - Kieta Kamui     | 26 giugno 2023  |         |

### OAV (2018-2020)
| Nº | Titolo italiano (traduzione letterale) Giapponese 「Kanji」 - Rōmaji | Prima edizione    | Prima edizione |
| Nº | Titolo italiano (traduzione letterale) Giapponese 「Kanji」 - Rōmaji | Giapponese        |                |
| 1  | Le guardie del corpo di Barato 「茨戸の用心棒」 - Barato no yōjinbōAttacco! Il misterioso terrore alato 「怪奇！謎の巨大鳥」 - Kaiki! Nazo no lyodai tori | 19 settembre 2018 |                |
| 2  | Mi sono innamorato ed è per questo che ho deciso di scappare 「恋をしたから脱獄することにした」 - Koi o shitakara datsugoku suru koto ni shitaUna battaglia tra la vita e la morte contro l'orribile veleno mortale! Nel profondo delle foreste di Hokkaido, si annida un enorme serpente! 「恐怖の猛毒大死闘！北海道奥地に巨大蛇は存在した！」 - Kyōfu no mōdoku dai shitō! Hokkaidō okuchi ni kyodai hebi wa sonzai shita! | 19 marzo 2019     |                |
| 3  | Monster 「モンスター」 - Monsutā | 19 settembre 2019 |                |
| 4  | Il registro degli animali di Shiton 「支遁動物記」 - Shiton dōbutsu-ki | 18 settembre 2020 |                |

## Golden Dōga gekijō

### Prima stagione (2018)
| Nº  | Titolo italiano (traduzione letterale) Giapponese 「Kanji」 - Rōmaji                                      | In onda        | In onda |
| Nº  | Titolo italiano (traduzione letterale) Giapponese 「Kanji」 - Rōmaji                                      | Giapponese     |         |
| 1   | Episodio - Scoiattolo 「リス編」 - Risu-hen                                                               | 16 aprile 2018 |         |
| 2   | Episodio - Coniglio 「ウサギ編」 - Usagi-hen                                                              | 23 aprile 2018 |         |
| 3   | Episodio - Lontra 1 「カワウソ編①」 - Kawauso-hen 1                                                       | 1º maggio 2018 |         |
| 4   | Episodio - Acchiappa Shiraishi 「シライシたたき編」 - Shiraishi tataki-hen                                | 8 maggio 2018  |         |
| 5   | Episodio - Nihei 「Nihei編」 - Nihei-hen                                                                  | 15 maggio 2018 |         |
| 6   | Episodio - Shiraishi VS Ryu 「白石VSリュウ編」 - Shiraishi VS Ryū-hen                                     | 22 maggio 2018 |         |
| 7   | Episodio - Addio... re della fuga 「さよなら脱獄王･･･。編」 - Sayonara datsugoku-ō...-hen                 | 29 maggio 2018 |         |
| 8   | Episodio - L'odorigui degli amici della foresta 「森の仲間を踊り食い♪編」 - Mori no nakama o odorigui-hen | 5 giugno 2018  |         |
| 9   | Episodio - Kazuo Henmi 「辺見和雄編」 - Kazuo Henmi-hen                                                   | 12 giugno 2018 |         |
| 10  | Episodio - Le comiche di Kamui 「カムイ大爆笑編」 - Kamui daibakushō-hen                                  | 19 giugno 2018 |         |
| 11  | Episodio - Sigillo 「アザラシ編」 - Azarashi-hen                                                          | 26 giugno 2018 |         |
| OAV | Episodio - Lontra 2 「シライシたたき編」 - Shiraishi tataki-hen                                           | 27 luglio 2018 |         |

### Seconda stagione (2018)
| Nº | Titolo italiano (traduzione letterale) Giapponese 「Kanji」 - Rōmaji | In onda          | In onda |
| Nº | Titolo italiano (traduzione letterale) Giapponese 「Kanji」 - Rōmaji | Giapponese       |         |
| 12 | Episodio - Da vedere... 「見てる…編」 - Miteru...-hen | 9 ottobre 2018   |         |
| 13 | Episodio - Estratto del diario della produzione della "finta pelle umana" di Edogai-kuuun 「江渡貝くぅぅんの“偽物人皮”制作日記より抜粋編」 - Edogai-kuuun no "Nisemono ninpi" seisaku nikki yori bassui-hen | 16 ottobre 2018  |         |
| 14 | Episodio - Predizione del futuro dell'amore della beccaccia 「ヤマシギの恋占い編」 - Yamashigi no koi uranai-hen                                                                                            | 23 ottobre 2018  |         |
| 15 | Episodio - Aspetta, Shiraishi 「待ってろ白石編」 - Mattero Shiraishi-hen | 30 ottobre 2018  |         |
| 16 | Episodio - Stridio 「ウキーッ編」 - Ukī-hen | 6 novembre 2018  |         |
| 17 | Episodio - Sey-pirakka 「セイピラッカ編」 - Seipirakka-hen | 13 novembre 2018 |         |
| 18 | Episodio - Ezo Pika 「エゾナキウサギ編」 - Ezo naki usagi-hen | 20 novembre 2018 |         |
| 19 | Episodio - La fortezza di Kushiro Matagi 「釧路マタギ旅情編」 - Kushiro Matagi ryojō-hen | 27 novembre 2018 |         |
| 20 | Episodio - Puoi dirlo correttamente? 「きちんと言えるかなぁ？編」 - Kichinto ieru ka nā?-hen | 4 dicembre 2018  |         |
| 21 | Episodio - Troppo 「ッピュウ☆編」 - Ppyuu-hen | 11 dicembre 2018 |         |
| 22 | Episodio - Due piccole talpe 「ふたりのホクロ君編」 - Futari no hokuro-kun-hen | 18 dicembre 2018 |         |

### Terza stagione (2020)
| Nº  | Titolo italiano (traduzione letterale) Giapponese 「Kanji」 - Rōmaji                                                  | In onda          | In onda |
| Nº  | Titolo italiano (traduzione letterale) Giapponese 「Kanji」 - Rōmaji                                                  | Giapponese       |         |
| 23  | Episodio - Chikapashi 「チカパシ編」 - Chikapashi-hen                                                                 | 6 ottobre 2020   |         |
| 24  | Episodio - La resa dei conti del secolo 「世紀の対決編」 - Seiki no taiketsu-hen                                      | 13 ottobre 2020  |         |
| 25  | Episodio - Siete stanchi? 「疲れたか？編」 - Tsukareta ka?-hen                                                        | 20 ottobre 2020  |         |
| 26  | Episodio - Rotolano i barili 「たらい回し編」 - Tarai mawashi-hen                                                     | 27 ottobre 2020  |         |
| 27  | Episodio - Ahhh, che freddo 「ハアアッ冷たいッ編」 - Hā attsumetai-hen                                                | 3 novembre 2020  |         |
| 28  | Episodio - Pattini a rotelle 「ローラースケート編」 - Rōrāsukēto-hen                                                  | 10 novembre 2020 |         |
| 29  | Episodio - Faro 「燈台編」 - Tōdai-hen                                                                                | 17 novembre 2020 |         |
| 30  | Episodio - Shiraishi su un delfino 「イルカにのった白石編」 - Iruka ni notta Shiraishi-hen                            | 24 novembre 2020 |         |
| 31  | Episodio - È un cane 「イ犬だろ編」 - Inudaro-hen                                                                     | 1º dicembre 2020 |         |
| 32  | Episodio - All'improvviso da sotto il ghiaccio 「氷の下からひょっこりさん。編」 - Kōri no shita kara hyokkori-san-hen | 8 dicembre 2020  |         |
| 33  | Episodio - Siamo venuti con i cani 「イヌで来た。編」 - Inu de kita.-Hen                                              | 15 dicembre 2020 |         |
| OAV | Episodio - Il pollo fritto di Saichi 「鯱の竜田揚げ編」 - Saichi no tatsuta-hen                                       | 29 gennaio 2021  |         |
| OAV | Episodio - Passione 「熱情編」 - Netsujō-hen                                                                          | 26 febbraio 2021 |         |
| OAV | Episodio - Fiume mostruoso 「ばけもの川編」 - Bakemono kawa-hen                                                       | 26 marzo 2021    |         |

### Quarta stagione (2022-2023)
| Nº  | Titolo italiano (traduzione letterale) Giapponese 「Kanji」 - Rōmaji                                                     | In onda           | In onda |
| Nº  | Titolo italiano (traduzione letterale) Giapponese 「Kanji」 - Rōmaji                                                     | Giapponese        |         |
| 34  | Episodio - Pronti, partenza! 「せーのっ！ 編」 - Se no! Hen                                                              | 3 ottobre 2022    |         |
| 35  | Episodio - Correndo lungo il centro del lago 「湖の中心で突っ走る編」 - Mizūmi no chūshin de tsuppashiru-hen             | 11 ottobre 2022   |         |
| 36  | Episodio - Cinque secondi prima di emergere in un bozzolo 「MayuでUkaする5秒前ッ！ 編」 - Mayu de uka suru 5-byō mae-hen | 18 ottobre 2022   |         |
| 37  | Episodio - La tua palla 「君の玉。編」 - Kimi no tama-hen                                                                | 25 ottobre 2022   |         |
| 38  | Episodio - I dango della nonna da masticare in bocca 「お婆ちゃんの口噛み団子編」 - Obachan no kuchikami dango-hen       | 1º novembre 2022  |         |
| 39  | Episodio - Il mondo è vasto!! 「世界は広い!! 編」 - Sekai wa hiroi!!-hen                                                 | 9 maggio 2023     |         |
| 40  | Episodio - Il clione di Asirpa 「アシㇼパの天使編」 - Asirpa no Kurione-hen                                              | 16 maggio 2023    |         |
| 41  | Episodio - L'uomo orso bruno sta arrivando 「ヒグマ男がやってくる編」 - Higuma otoko ga yattekuru hen                    | 22 maggio 2023    |         |
| 42  | Episodio - La fortuna di oggi 「今日の運勢編」 - Kyō no unsei-hen                                                        | 30 maggio 2023    |         |
| 43  | Episodio - Nikaido riprenditi 「二階堂 元気になる編」 - Nikaidō genki ni naru-hen                                        | 6 giugno 2023     |         |
| 44  | Episodio - Occhio di fagiano 「フクジュソウ編」 - Fukujusō-hen                                                           | 13 giugno 2023    |         |
| 45  | Episodio - Spara e fermati! 「撃ちてし止まむ！ 編」 - Uchite shi yama mu! Hen                                            | 20 giugno 2023    |         |
| 46  | Episodio - Menko 「メンコ編」 - Menko-hen                                                                                | 27 giugno 2023    |         |
| OAV | Episodio - Angelo dei ghiacci alla deriva 「流氷の天使編」 - Ryūhyō no tenshi-hen                                        | 26 luglio 2023    |         |
| OAV | Episodio - Retouch 「レタッチㇼ編」 - Retatchi shū-hen                                                                   | 30 agosto 2023    |         |
| OAV | Episodio - Retouch 2 「レタッチㇼ編②」 - Retatchi shū-hen 2                                                              | 27 settembre 2023 |         |

## Home video

### Giappone
La prima stagione è stata pubblicata in DVD e Blu-ray dal 27 luglio al 6 ottobre 2018.
| Volume | Episodi | Data di pubblicazione |
| ------ | ------- | --------------------- |
| 1      | 1-4     | 27 luglio 2018        |
| 2      | 5-8     | 29 agosto 2018        |
| 3      | 9-12    | 6 ottobre 2018        |

La seconda stagione è stata pubblicata in DVD e Blu-ray dal 30 gennaio al 27 marzo 2019.
| Volume | Episodi | Data di pubblicazione |
| ------ | ------- | --------------------- |
| 4      | 13-16   | 30 gennaio 2019       |
| 5      | 17-20   | 28 febbraio 2019      |
| 6      | 21-24   | 27 marzo 2019         |

La terza stagione è stata pubblicata in DVD e Blu-ray dal 29 gennaio al 26 marzo 2021.
| Volume | Episodi | Data di pubblicazione |
| ------ | ------- | --------------------- |
| 7      | 25-28   | 29 gennaio 2021       |
| 8      | 29-32   | 26 febbraio 2021      |
| 9      | 33-36   | 26 marzo 2021         |

La quarta stagione è stata pubblicata in DVD e Blu-ray dal 26 luglio al 27 settembre 2023.
| Volume | Episodi | Data di pubblicazione |
| ------ | ------- | --------------------- |
| 10     | 37-40   | 26 luglio 2023        |
| 11     | 41-44   | 30 agosto 2023        |
| 12     | 45-49   | 27 settembre 2023     |